# Marcel Telles
Marcel Herrmann Telles (Río de Janeiro, 23 de febrero de 1950) es un inversionista y empresario brasileño. Telles es miembro de la junta de AB InBev.

## Trayectoria
Telles comparte el control de Anheuser-Busch InBev, la empresa cervecera más grande del mundo, con sus socios multimillonarios Jorge Paulo Lemann y Carlos Alberto Sicupira. Su empresa de inversión 3G Capital compró la cadena de hamburguesas Burger King en 2010. El trío también controla al minorista brasileño Lojas Americanas. Es cofundador y miembro de la junta de 3G Capital desde fines de 2004, accionista controlador, expresidente y director ejecutivo de AmBev y miembro de la junta de Anheuser-Busch InBev.
Telles fue contratado por Banco Garantia en 1972. Fue socio de Garantia Merchant Bank desde 1974 hasta su venta a Credit Suisse First Boston en julio de 1998. Telles fue Head Trader de 1974 a 1989, Consejero de Burger King, Consejero de Lojas Americanas, Socio de GP Investimentos (empresa privada brasileña sociedad de capital) hasta 2004. Tiene una licenciatura de la Universidad Federal de Río de Janeiro, y completó el programa OPM en la Universidad de Harvard. Se desempeñó como director ejecutivo de Brahma de 1989 a 1999.